# Ougapia spaldingi
Ougapia spaldingi é uma espécie de gastrópode da família Rhytididae.
É endémica da Austrália.